# Xi Zhicai
En aquest nom xinès, el cognom és Xi.
Xi Zhicai va ser un assessor del senyor de la guerra Cao Cao durant el període de la tardana Dinastia Han Oriental de la història xinesa. Va presentar-se per unir-se al servei de Cao gràcies a una recomanació de Xun Yu. Xi Zhicai va acabar morint molt jove. Xun Yu llavors va demanar que Xi Zhicai fos reemplaçat per un altre estrateg molt brillant, Guo Jia, que estaria destinat també a morir a una edat jove.
Els registres històrics reflecteixen molt poca informació sobre ell: el seu nom apareix en dos biografies del San Guo Zhi, i breument en un capítol del Hou Han Shu. A diferència de la majoria de les figures públiques del seu temps, Xi Zhicai no apareix en el Romanç dels Tres Regnes.